# Berengar I z Friulu
Berengar I z Friulu, Berengariusz I z Friuli (ur. 850–860, zm. 7 kwietnia 924) – margrabia Friulu, król Włoch od 888, cesarz od 915. Pochodził z dynastii Unrochingów.

## Życiorys
Był synem Eberharda z Friulu i Gizeli, córki cesarza Ludwika Pobożnego.
W 888 został królem Włoch, jednakże już w następnym roku po przegranej bitwie nad Trebbią stracił koronę na rzecz Gwidona ze Spoleto. Po śmierci jego i jego następcy Lamberta w 898 odzyskał władzę. Po klęsce z Węgrami w 899 roku jego pozycja znacznie osłabła. W lutym 901 roku Benedykt IV koronował na cesarza Ludwika Ślepego, konkurenta Berengara I. W sierpniu 902 roku Berengar I zdołał wygnać nowego cesarza.
We wrześniu 915 w bazylice św. Piotra Berengar został koronowany na cesarza przez papieża Jana X, jednakże mimo to autorytet jego władzy spadał. Ostateczny cios przyniosła klęska w bitwie pod Fiorenzuola d’Arda z wojskami Rudolfa Burgundzkiego króla zachodniofrankijskiego w 923 roku. W konsekwencji Berengar został zamordowany w 924 roku w Weronie.
Był dwukrotnie żonaty. Jego pierwszą żoną była poślubiona około 880 roku Bertila ze Spoleto, drugą nieznanego pochodzenia Anna.